# Нурта
Нурта (рос. Нурта) — улус Закаменського району, Бурятії Росії. Входить до складу Сільського поселення Нуртинське.
Населення — 249 осіб (2015 рік).